# Asa Hartford
Richard Hartford, dit Asa Hartford, né le 24 octobre 1950 à Clydebank (Écosse), est un footballeur écossais au poste de milieu de terrain.
Hartford compte 50 sélections et 4 buts en équipe d'Écosse pour laquelle il a joué les coupes du monde 1978 et 1982. Il fait ainsi partie du Tableau d'honneur de l'équipe d'Écosse de football, où figurent les internationaux ayant reçu plus de 50 sélections pour l'Écosse, étant inclus dès la création de ce tableau d'honneur en février 1988.
Il a remporté une Coupe d'Angleterre en 1968 avec West Bromwich Albion et deux coupes de la Ligue en 1976 avec Manchester City et en 1985 avec Norwich. 
Il a également joué à Nottingham Forest, Everton, Fort Lauderdale (dans le championnat américain), Bolton et Oldham.